# جوان كوران
جوان إليزابيث كوران (بالإنجليزية: Joan Curran) (26 فبراير 1916 - 10 فبراير 1999) عالمة ويلزية كانت قد لعبت دورا مهما في تطوير الرادار والقنبلة الذرية خلال الحرب العالمية الثانية. ابتكرت «الشاف»، وهي تقنية مضادة للرادار تهدف إلى تقليل الخسائر بين طواقم تفجيرات الحلفاء. عملت أيضًا على تطوير«فتيل القرب» وعملية «فصل النظائر الكهرومغناطيسية» للقنبلة الذرية.

## نشأتها
وُلِدت جوان إليزابيث ستروثرز في 26 فبراير 1916 في سوانسي بويلز، وهي ابنة أخصائي في البصريات، تشارلز ويليام ستريذرز، وزوجته مارغريت بياتريس، ني ميلينجتون. تلقت تعليمها في مدرسة سوانسي الثانوية للبنات، وفي عام 1934 فازت بمنحة مفتوحة لكلية نيونهام، كامبريدج. في عام 1935، كانت تتجول في جامعة السيدات الثامنة، في أول سباق حقيقي للقوارب للسيدات ضد أكسفورد. حصلت على درجة الشرف في الفيزياء، ولكنها لم تُمنح لها لأن جامعة كامبريدج لم تسمح بعد للنساء بتسلم جوائزهن. في السبعينيات من عمرها، في عام 1987، تم تكريمها بدرجة دكتوراه في الحقوق من جامعة ستراثكلايد.
تم منح ستروثرز، التي «كان لديها المعادلة العلمية لبستنة الأصابع الخضراء»، منحة حكومية للدراسة للحصول على درجة أعلى، وانتخبت للذهاب إلى مختبر كافنديش في كامبريدج، حيث انضمت إلى سام كوران في فريق تحت اشراف فيليب دي. سرعان ما اكتسبت سمعة «البراعة الشديدة وكونها بارعة وماهرة في نشر المعدات.» في عام 1939، اقترح دي أن يقضي الفريق شهرًا في مؤسسة الطائرات الملكية في مطار فارنبوروغ. وصلوا في 1 سبتمبر 1939. بعد يومين، أعلنت بريطانيا الحرب على ألمانيا، ودخلت بريطانيا الحرب العالمية الثانية. 

## الحرب العالمية الثانية

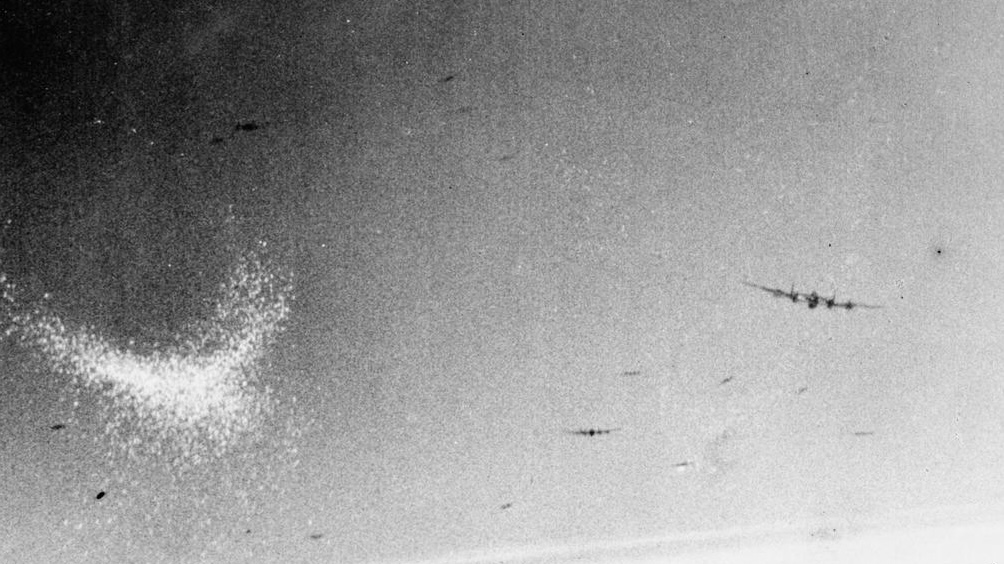
طائرة أفرو لانكستر تسقط قشًا (السحابة البيضاء على شكل هلال على يسار الصورة) فوق إسن خلال غارة شنتها ألف قاذفة قنابل

بدلاً من العودة إلى كافنديش، انتقل الفريق إلى إكستر، حيث عمل «دي» وثلاثة آخرون على تطوير صواريخ كأسلحة مضادة للطائرات، بينما انضمت ستروثرز كوران إلى مجموعة تحت قيادة جون كولز وقد عملت على تطوير فتيل القرب. استقرت ستروثرز في بيت ليزوون ومدرسة دورنفورد. حيث طورت رفقة كوران فتيلًا عمليًا، أطلق عليه اسم «اختصار الوقت المتغير». كان النظام عبارة عن رادار دوبلر قصير المدى يستخدم دائرة ذكية. ومع ذلك، كانت بريطانيا تفتقر إلى القدرة على إنتاج كميات كبيرة من هذه الصمامات، لذلك تم عرض التصميم على الولايات المتحدة بواسطة بعثة تيزر في أواخر عام 1940. أتقن الأمريكيون الصمامات وأنتجوها بكميات كبيرة. وفي الوقت المناسب، وصلت هذه الصمامات القريبة إلى المملكة المتحدة، حيث لعبت دورًا مهمًا في الدفاع عن المملكة ضد القنبلة الطائرة «في 1».
تزوجت ستروثرز من كوران في 7 نوفمبر 1940. وبعد ذلك بفترة وجيزة تم نقلهم إلى مؤسسة أبحاث الاتصالات القريبة من سواناج، حيث عمل سام على رادار سنتيمتري في حين انضم جوان إلى مجموعة في مختبر مجاور. مع هذه المجموعة في سواناج، وفي وقت لاحق في مالفيرن، ابتكر جوان التقنية التي كانت تحمل الاسم الرمزي «شاف». لقد جربت أنواعًا مختلفة من عاكسات الرادار، ما قبل أن تستقر على شرائح من القصدير من 1 إلى 2 سم (0.39 إلى 0.79 بوصة) و 25 سم (9.8 بوصة) منذ فترة طويلة كان يسعها الانتشار عبر القاذفات، وبالتالي تعطيل رادار العدو. استخدمت «الشاف» لأول مرة في«عملية غومورا»، عبر سلسلة من الغارات على هامبورغ، وأسفرت عن معدل خسائر أقل بكثير من المعتاد. كجزء من العملية الخاضعة للضريبة في 5-6 يونيو 1944، أسقطت «الشاف» من قبل أفرو لانكسترز من سرب 617 لدمج قوة غزو وهمية من السفن في مضيق دوفر والحفاظ على حيرة الألمان مما إذا كان عبء الهجوم الذي سوف يشنه الحلفاء سيسقط على نورماندي أو في منطقة باد كاليه الفرنسية. أعلن آر. جونز في لاحقا: «حسب رأيي، قدمت جوان كوران مساهمة في النصر، في عام 1945، أكثر من سام..»
في أوائل عام 1944، كان الزوج كورانز ضمن مجموعة من العلماء البريطانيين الذين تمت دعوتهم للذهاب إلى الولايات المتحدة للمشاركة في مشروع مانهاتن - مشروع الحلفاء لتطوير قنبلة ذرية. انضموا إلى البعثة البريطانية في مختبر بيركلي للإشعاع في كاليفورنيا، برئاسة مارك أوليفانت، وهو عالم أسترالي بارز تعرفت عليه جوان في مختبر كافنديش. كما عمل أوليفانت كنائب فعلي لإرنست لورانس، مدير مختبر الإشعاع. كانت مهمة المختبر تطوير عملية فصل النظائر الكهرومغناطيسية لإنتاج يورانيوم مخصب للاستخدام في القنابل الذرية. 
أثناء وجودها في بيركلي، أنجبت جوان طفلها الأول، ابنة، شينا، والتي ولدت باعاقة عقلية شديدة. لاحقا صار لديهم ثلاثة أبناء، وجميعهم تابعوا دراستهم حتى حازوا على الدكتوراه.

## أوخر السنين في حياتها
```
بعد انتهاء الحرب، تقدم سام بعرض من دي ليصبح أستاذا للفلسفة الطبيعية في جامعة غلاسكو.
[
17
]
 في غلاسكو، أنشأ كورانز، مع عدد قليل من الأصدقاء، الجمعية الاسكتلندية لأهالي الأطفال المعوقين عقلياً (تمكين)، والتي نمت في نهاية المطاف إلى 100 فرع وأكثر من 5000 عضو. في وقت لاحق، عندما كانت جوان عضواً في المجلس الصحي الكبير في غلاسكو ورابطة الإسكان الخاصة الاسكتلندية، كانت احتياجات المعاقين دائمًا ضمن ألويات تفكيرها، وقدمت الكثير لتعزيز رفاهيتهم. اهتمت بعمل بالمجلس الذي يهتم بالوصول إلى المعاقين بشكل وثيق وساعدت في تحسين مجموعة من المرافق، وخاصة لطلاب الجامعة من ذوي القدرات المحدودة.
[
5
]
[
8
]
```

عمل سام في مؤسسة أبحاث الأسلحة الذرية في ألدرماستون على تطوير القنبلة الهيدروجينية البريطانية من عام 1955 إلى 1959. وعاد إلى غلاسكو في عام 1959 كمدير للكلية الملكية للعلوم والتكنولوجيا. عندما أصبحت جامعة ستراثكلايد عام 1964، أول جامعة جديدة في اسكتلندا منذ 384 عامًا، أصبح أول مدير ونائب رئيس لها. بينما كان زوجها هو المدير، أسست جوان مجموعة ستراثكلايد النسائية وأصبحت رئيستها.
خلال الحرب، كانت الفرقة الأولى المدرعة البولندية في اسكتلندا، حيث أقامت العلاقات بين المجتمع وبولندا. عززت جوان علاقاتها خاصة مع الجامعة التقنية في لودز، كما كرست وقتها للرعاية والاهتمام بمستشفى الأطفال في تلك المدينة. في وقت لاحق أسست صندوق السيدة كوران للهبات للطلبة في خارج البلد وخاصة البولنديين.
توفي سام في 25 فبراير 1998. وبينما كانت تعاني بشدة من السرطان في عام 1998، كشفت جوان عن لوحة تذكارية في قاعة باروني، غلاسكو، لإحياء ذكرى زوجها، وأُعلن أن الحديقة المسورة في روس بريوري، على بحيرة لوموندسايد، ستُسمى على شرفها، سيتم بناء منزل جوان كوران الصيفي هناك. [2] توفيت جوان في 10 فبراير 1999، وتم حرق جثتها في محرقة دالدوي. وقد نجا من هذه المحرقة ابنتها شينا وثلاثة أبناء وثلاثة أحفاد.